# Đơn vị album tương đương

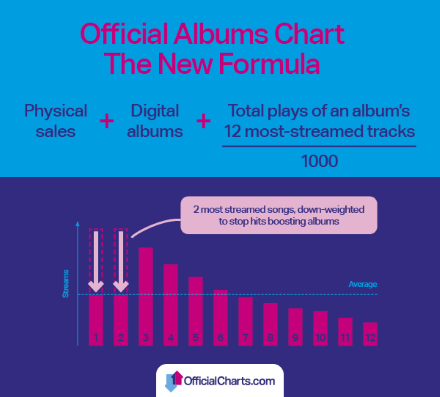
Quy ước tính điểm của UK Albums Chart, sáp nhập truyền dữ liệu trực tuyến làm đơn vị album tương đương.

Đơn vị album tương đương (tiếng Anh: Album-equivalent unit) là một thuật ngữ dùng trong ngành công nghiệp âm nhạc để chỉ mức tiêu thụ tương đương giá trị của một bản album. Mức tiêu thụ này bao gồm hoạt động truyền dữ liệu trực tiếp và tải nhạc kỹ thuật số, tính ngoài doanh số của album. Đơn vị album tương đương được sáp nhập vào số liệu bảng xếp hạng âm nhạc, bởi sự giảm sút doanh số album trong thế kỷ 21. Doanh số album giảm một nửa từ năm 1999 đến 2009, làm thất thoát từ 14.6 triệu lên 6.3 tỷ đô-la Mỹ trong ngành công nghiệp. Ví dụ, chỉ có duy nhất album 1989 của Taylor Swift và nhạc phim Frozen giành chứng nhận Bạch kim tại Hoa Kỳ trong năm 2014, một thành tích mà nhiều nghệ sĩ khác đạt được trong năm 2013. Sự xuất hiện của đơn vị album tương đương làm thay đổi các bảng xếp hạng, từ những "album bán chạy nhất" trở thành "album phổ biến nhất".
Từ tuần lễ ngày 13 tháng 12 năm 2014, bảng xếp hạng album Billboard 200 đưa đơn vị album tương đương vào cơ chế ước tính, thay vì chỉ có doanh số chuẩn của album. Với sự thay đổi này, Billboard 200 sáp nhập điểm truyền dữ liệu theo yêu cầu (on-demand streaming) và doanh số bài hát kỹ thuật số (do Nielsen SoundScan đo lường) trong một thuật toán mới, tận dụng dữ liệu từ tất cả dịch vụ đăng ký âm thanh theo yêu cầu lớn, như Spotify, Beats Music, Google Play và Xbox Music. Được gọi là TEA (track equivalent album) hay SEA (streaming equivalent album), một bài hát từ một album bán ra 10 bản hoặc truyền dữ liệu 1.500 lần sẽ được quy đổi thành một đơn vị album. Billboard tiếp tục đưa ra một bảng xếp hạng phản ánh lượng doanh số chuẩn, với tên gọi Top Album Sales, sử dụng công thức truyền thống của Billboard 200, dựa trên dữ liệu doanh số của SoundScan. 1989 của Taylor Swift là album đầu tiên dẫn đầu bảng xếp hạng với cơ chế tính mới, đạt 339.000 đơn vị album tương đương (trong đó có 281.000 bản album thực). Trong số ngày 8 tháng 2 năm 2015, Now That's What I Call Music! 53 là album đầu tiên trong lịch sử trượt ngôi vị cao nhất ở Billboard 200, dù là album bán chạy nhất tuần.
Tại Vương quốc Liên hiệp Anh, Official Charts Company bắt đầu tính điểm truyền dữ liệu vào UK Albums Chart từ tháng 3 năm 2015. Sự thay đổi được đưa ra sau khi lượng bài hát truyền dữ liệu trực tuyến ở khu vực này tăng từ 7.5 tỷ (2013) lên gần 15 tỷ (2014). Theo quy ước mới, Official Charts Company lấy 12 bài hát được truyền trực tuyến nhiều nhất trong một album, với 2 bài hát dẫn đầu được giảm bớt để cân bằng lượng phổ biến của cả một album thay vì một hay hai đĩa đơn thành công. Số lượng điều chỉnh là 1000 và thêm vào doanh số album. In the Lonely Hour của Sam Smith là album đầu tiên đạt hạng nhất trên bảng xếp hạng với cơ chế mới. Trong 41.000 đơn vị album tương đương, chỉ có 2.900 đơn vị truyền trực tuyến và còn lại là doanh số thực của album này.
Tại Đức, truyền dữ liệu được đưa vào bảng xếp hạng album từ tháng 2 năm 2016. German Albums Chart xếp hạng album theo doanh thu tuần, thay vì đơn vị. Vì thế, chỉ có truyền trực tuyến trả phí mới được tính và phải được chơi ít nhất 30 giây. Để hoán đổi thành một album, phải chơi it nhất 6 và tối đa 12 bài hát trong một album. Như tại Anh, hai bài hát dẫn đầu lượng truyền dữ liệu không được tính, mà chỉ có trung bình những bài hát khác mà thôi.